# منطقة ساتون
منطقة ساتون الإدارية هي إحدى الأقسام الإدارية في لندن، في جنوب غرب المدينة، إنجلترا. تبلغ مساحتها 43 كم².

## توأمة
لمنطقة ساتون اتفاقيات توأمة مع كل من:
- مندن
- شارلوتنبورج فيلمسدورف

## أعلام
- سوزانا غودوين
- روث قلاس
- دايفيد وود
- كيث واتسون
- إريك روسيل
- جورج تريفليان
- فرانك جود
- جيف غولنغ